# Una maleta
Una maleta (en hangul, 트렁크; McCune-Reischauer, T'ŭrŏngk'ŭ) es una serie de televisión web surcoreana basada en la novela del mismo título original de Kim Ryeo-ryeong. El guion es de Park Eun-young, está dirigida por Kim Kyu-tae y protagonizada por Seo Hyun-jin y Gong Yoo. Se estrenó en la plataforma Netflix el 29 de noviembre de 2024.

## Sinopsis
NM es una agencia matrimonial que cuenta con una sección secreta que organiza matrimonios de duración limitada con empleados propios. No conecta a hombres y mujeres solteros, sino que envía a los afiliados directamente maridos y mujeres. El propósito es «mejorar la calidad de vida con un sistema matrimonial razonable para quienes no se adaptan al sistema matrimonial, quienes planean un matrimonio voluntario y quienes no pueden casarse en términos convencionales». Los maridos y mujeres llamados «de campo» reciben altos salarios y conviven con sus cónyuges como matrimonios reales por un período básico de un año. No In-ji ha estado trabajando durante seis años como «mujer de campo», se ha casado cuatro veces y su quinto marido es Han Jeong-won, un productor musical que recurre a sus servicios por iniciativa de su exmujer Seo-yeon, a quien todavía añora. Jeong-Won e In-Ji tienen cada uno sus propios secretos y dolores, pero se van conociendo poco a poco y se familiarizan, hasta que un día caen en un torbellino de acontecimientos debido a una misteriosa maleta hallada a la orilla de un lago, que pone al descubierto el funcionamiento de la agencia.

## Reparto

### Principal
- Seo Hyun-jin como Noh In-ji, una empleada de NM (New Marriage), una empresa que organiza matrimonios temporales. Su trabajo consiste en casarse con los clientes por un año. Ha estado casada ya cuatro veces, y se acerca al quinto matrimonio.[6][7][8]

- Gong Yoo como Han Jeong-won, un productor musical que arrastra las consecuencias de un pasado doloroso y cree que todos los matrimonios en el mundo son un engaño. Jeong-won conoce a In-ji, que se convierte en su segunda esposa, gracias al servicio de matrimonios temporales solicitado por su propia exmujer.[9][10]

### Secundario
- Jung Yun-ha como Lee Seo-yeon, la exmujer de Jeong-won.[11][12][13]
- Jo Gun como Yoon Ji-oh, nueva pareja de Seo-yeon, también «marido de campo» de NM y colega por tanto de In-ji.[12][13]

- Kim Dong-won como Eom Tae-seong, exempleado de NM, un hombre sospechoso que aparece de repente un día y ronda a las dos parejas.[12][13]
- Hong Woo-jin como Oh Hyeon-cheol, presidente de la productora musical donde trabaja Jeong-won. Ambos fueron compañeros en la universidad.[14][15]
- Joo Min-kyung como Kang Yoon-ah, la esposa de Hyeon-cheol. Tiene una familia estable y normal con su marido y sus dos hijos, pero en realidad es una persona con un profundo vacío y angustia en su interior.[16][17]
- Kim Eun-seok como el padre de Jeong-won, una figura rica y públicamente respetada que abusó física y emocionalmente de su propia mujer.[3]
- Yoon Hyeon-gil como la madre de Jeong-won.[3]
- Yang Dae-hyuk como Oh Jin-beom.
- Kim Roi-ha.
- Kim Ho-jung como Baek Yu-sim.

### Apariciones especiales
- Uhm Ji-won como Lee Seon, directora ejecutiva de NM.[18]
- Lee Jung-eun como Kwon Do-dam, la vecina de In-ji, que le cuida la casa cuando se va a vivir con sus maridos.[18]
- Cha Seung-won como paciente con respiración asistida en el hospital.[18]
- Choi Young-joon como Kim Hyeon-chu, un detective que investiga un caso de asesinato.[18]
- Jung Kyung-ho como Jun-ho, alguien del pasado de In-ji.[18]
- Lee Ki-woo como Seo Do-ha, el primer marido de In-ji.[18]

## Producción
Una maleta está basada en la novela homónima de la escritora Kim Ryeo-ryeong, publicada en 2015 y que, coincidiendo con el lanzamiento de la serie, fue traducida al inglés. Sin embargo, hay diferencias sustanciales entre novela y serie: entre ellas, que el marido de In-ji (papel interpretado por Gong Yoo) tiene mucha menos presencia en la novela, hasta el punto de no tener siquiera un nombre. El guion está firmado por Park Eun-young, autora también de Hwarang en 2016, y el director es Kim Kyu-tae, quien dirigió series de éxito como Padam Padam, That Winter, the Wind Blows, Hotel del Luna y Nuestro horizonte azul. Es la primera colaboración de Kim con Netflix. En febrero de 2023 se anunciaron los nombres de los dos protagonistas Seo Hyun-jin y Gong Yoo; el 17 de julio del mismo año Netflix confirmó la producción, así como los nombres de los dos actores. Se trata de la primera vez que trabajan juntos.
El rodaje comenzó a finales de agosto de 2023, y se prolongó por seis meses, hasta febrero de 2024. Según declaró el director Kim, se prestó una gran atención al escenario y los objetos clave: la casa de Jeong-won, que se desarrolla alrededor de una enorme rampa central sobre la que impera una gran lámpara que es la obsesión de aquel. En cuanto a la música, Kim declaró: «para amplificar el misterio y mantener la tensión, utilizamos música que perseguía la extrañeza, la sensualidad y la no convencionalidad y un sonido que utilizaba ruido blanco, y en la edición utilizamos una sincronización exquisita para ir y venir entre el misterio y el melodrama».
El 30 de octubre de 2024 la productora lanzó un cartel y un avance de la serie, que muestra a Noo-ji entrando en la casa de su quinto marido, Han Jeong-won, cargando un baúl familiar, para comenzar una nueva vida matrimonial según el contrato. El 4 de noviembre distribuyó algunos fotogramas de los distintos personajes, a los que siguieron otros veinticinco el 18 del mismo mes. El 26 se presentó la producción en una conferencia de prensa celebrada en el Centro de Arte Raum, en Gangnam-gu. Un día antes del estreno Netflix lanzó un vídeo de producción que contiene entrevistas al director y miembros del reparto.